# Artimpaza formosa
Artimpaza formosa là một loài bọ cánh cứng trong họ Cerambycidae.